# 베네치아 유리

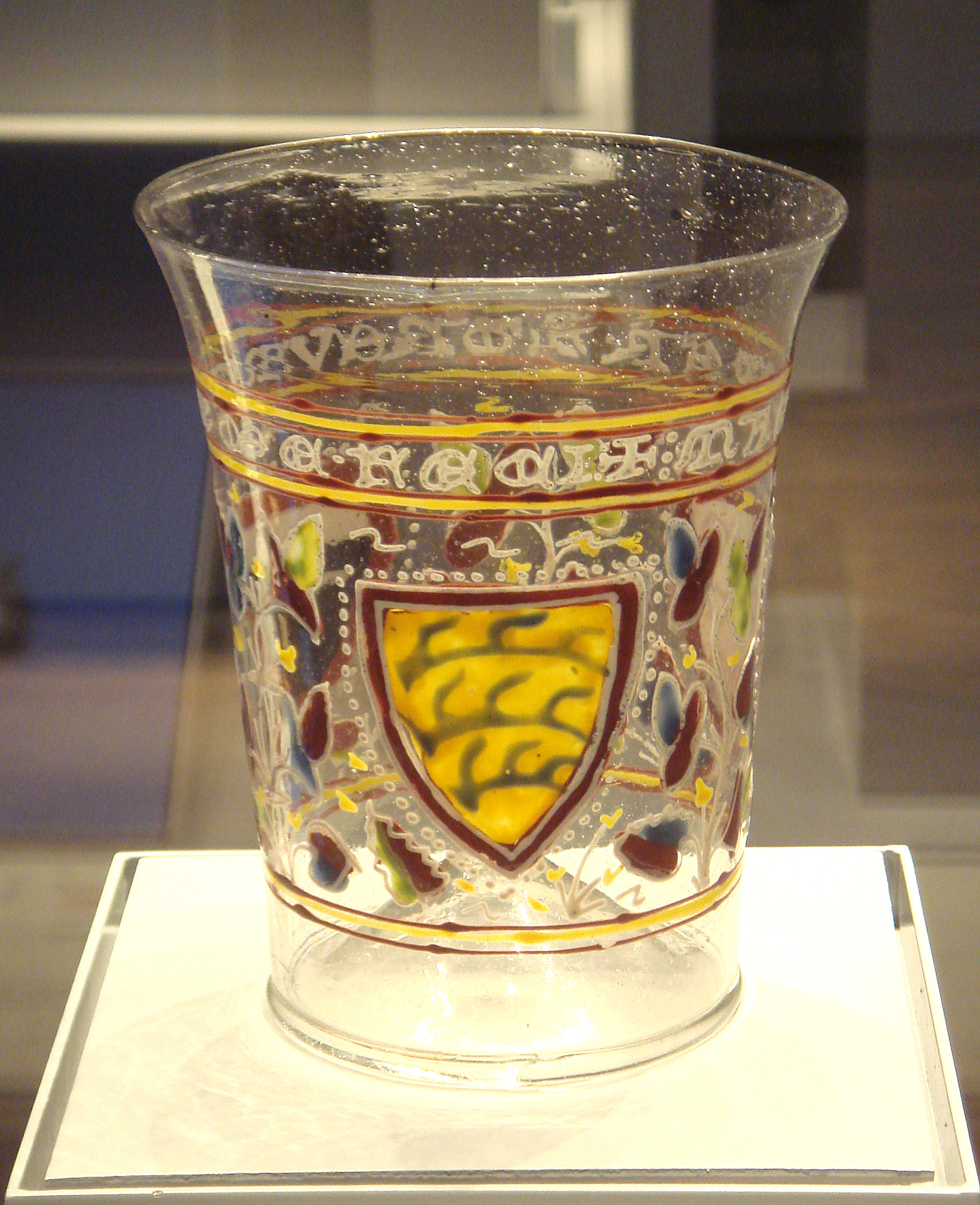

베네치아 유리(이탈리아어: Vetro di Venezia)는 이탈리아 북동부 베네토주의 주도 베네치아에서 만드는 유리 공예 제품의 지역 브랜드이다.

## 역사
베네치아 유리는 납을 포함하지 않는 소다 석회를 사용하는 것이 특징으로, 코발트 및 망간 등의 미네랄을 혼합하여 다양한 색상을 표현할 수 있다. 섞은 광물에 의해 경도가 변화하고 붉은 것이 가장 경도가 높다.

## 같이 보기
- 유리박물관 (베네치아)